# Ränterisk
Ränterisk uppstår för obligationsägare när räntesatser varierar. Hur mycket ränterisk en obligation har beror på hur känsligt priset är för ränteförändringar på marknaden. Känsligheten beror på två saker, obligationens tid till förfall och obligationens kupongränta. När marknadsräntorna stiger sjunker priset på befintliga obligationer, mer ju längre tid det är tills obligationen förfaller.